# 마셜 제도 국가 올림픽 위원회
마셜 제도 국가 올림픽 위원회(영어: Marshall Islands National Olympic Committee)는 마셜 제도를 대표하는 국가 올림픽 위원회이다. IOC 코드는 MHL이다. 본부는 마주로에 있으며 오세아니아 국가 올림픽 위원회에 소속되어 있다.
2001년에 설립되었으며 2006년에 국제 올림픽 위원회의 승인을 받았다. 올림픽, 퍼시픽 게임을 비롯한 국제 스포츠 대회에 참가하는 마셜 제도의 선수들을 대표한다.